# 达乌拉特普尔塔纳
达乌拉特普尔塔纳（英語：Daulatpur Thana）是孟加拉国库尔纳专区库尔纳县的一个塔纳。
1991年的孟加拉人口普查显示，达乌拉特普尔塔纳的人口为81186。男性占总人口的55%，女性占45%。达乌拉特普尔的平均识字率为60.4%，全国平均识字率为32.4%
。